# Гонконгские маньхуа
Комиксы Гонконга, или маньхуа Гонконга (кит. 香港漫畫), наряду с комиксами Тайваня, составляют основу китайских комиксов, или маньхуа. Гонконгские комиксы имеют свои особенности по сравнению с японской мангой. Они испытывают на себе влияние как японской, так и западной школ комиксов. Гонконгские комиксы применяют западную промышленную технологию производства комиксов, включающую в себя поточную линию производства, доскональное распределение труда. При этом всеми работами руководит главный режиссёр, работа ведётся совместными усилиями. Манера рисунка, в основном, напоминает европейскую, часто встречаются чёрно-белые комиксы. В плане содержания на маньхуа Гонконга оказали влияние образы воинов из традиционной культуры Китая. Сюжет гонконгских маньхуа зачастую очень извилист и детален, темы очень разнообразны, среди них научная фантастика, общественные темы, мафия, героические и комические маньхуа и т. д.
Началом истории гонконгских маньхуа обычно считают появление маньхуа «Маленький хулиган», позже переименованного в «Врата Тигра и Дракона», написанных Вон Юклоном в 1970 году.